# トレジャー・オブ・エンペラー 砂漠の秘宝
『トレジャー・オブ・エンペラー 砂漠の秘宝』（ - さばくのひほう、原題：刺陵、英題：The Treasure Hunter）は、2009年に公開された、中国・台湾製作のアクション・アドベンチャー映画である。日本劇場未公開。
監督はチュー・イェンピン、主演はジェイ・チョウ、リン・チーリン、チェン・ダオミン、エリック・ツァンなど。アクション監督はチン・シウトンとウォン・ミンキン。

## キャスト
| 俳優             | 役名             |
| ---------------- | ---------------- |
| ジェイ・チョウ   | 喬飛             |
| リン・チーリン   | 藍婷             |
| エリック・ツァン | 排骨             |
| チェン・ダオミン | 華爺（華定邦）   |
| バロン・チェン   | デザートイーグル |
| 劉畊宏           | 星期五（金曜日） |
| ミャオ・プゥ     | 刀刀（刀十三郎） |

## 歌
主題歌「帶我飛」
作詞：リン・チーリン　作曲：ジェイ・チョウ　歌：リン・チーリン
挿入歌「玫瑰」
作詞：劉家昌　作・編曲：劉子千